# Schizobrachium polycotylum
Schizobrachium polycotylum är en snäckart som beskrevs av Meisenheimer 1903. Schizobrachium polycotylum ingår i släktet Schizobrachium och familjen Pneumodermatidae. Inga underarter finns listade i Catalogue of Life.